# San Martín (Salwador)
San Martín – miasto w środkowym Salwadorze, w departamencie San Salvador, położone około 20 km na wschód od stolicy kraju San Salvadoru, wchodzi w skład aglomeracji stołecznej. Miasto leży w dolinie, wzdłuż której biegnie Autostrada Panamerykańska. Na południe od miasta znajduje się jezioro Ilopango. 
Ludność (2007): 66,0 tys. (miasto), 72,8 tys. (gmina). 
Rozwinął się tutaj przemysł spożywczy, włókienniczy, maszynowy i chemiczny.